# Agesándridas
Agesándridas o Hegesándridas, hijo de Agesandro o Hegesandro (en griego antiguo: Ἀγησανδρίδας o Ἡγησανδρίδας; Esparta, siglo V a. C. – después del 408 a. C.) fue un almirante espartano.

## Biografía

### En Eubea
Agesandro es mencionado por primera por Tucídides como miembro de la última embajada enviada de Esparta a Atenas antes del estallido de la guerra del Peloponeso.
Agesándridas, en cambio, fue nombrado comandante de una flota de 42 barcos destinados a provocar rebeliones en Eubea.
La noticia de que los espartanos de Agesándridas habían sido avistados fuera del Eubea en el momento en que, en Atenas, Los Cuatrocientos estaban construyendo un fuerte en Eetionea, que dominaba El Pireo, Teramene usó esta noticia como ventaja para este proyecto. Tucídides dice que este movimiento pudo haber sido concertado con los oligarcas atenienses, pero realmente dice que es mucho más probable que Agesándridas había simplemente pensado en aprovechar la discordia entre los atenienses.

### Batalla de Eretria
Enseguida la flota espartana dobló el cabo Sunión, dirigiéndose al puerto de Oropo; alarmados, los atenienses prepararon apresuradamente la flota presente en el puerto, que ascendía a 36 naves. Las tripulaciones de los trirremes nuevos, sin embargo, no habían remado nunca juntos; una estratagema de los habitantes de Eretria fue capaz de alejar a los atenienses de las naves, dando entonces la señal convenida por Agesándridas que, por lo tanto, obtuvo una victoria tan fácil como importante: los atenienses perdieron 22 naves y Eubea excepto Óreo, hicieron defección de la Liga de Delos.
Según Tucídides, los atenienses estaban aún más consternados por esta derrotan que por el fracaso de la expedición a Sicilia; Si el enemigo no hubiera sido tan lento, podría haber conseguido una victoria definitiva.

### Otras acciones
Agesándridas, mientras tanto, tenía que ir a reforzar la flota de Míndaro, que había sido derrotada en Cinosema; 50 naves enviadas, sin embargo, se perdieron en una tormenta frente al Monte Athos, según cuenta Éforo de Cime en la Biblioteca histórica de Diodoro Sículo. Recibida la noticia, Agesándridas fue al Helesponto con las naves restantes De hecho, Agesándridas aparece al principio de las Helénicas de Jenofonte, donde se dice que derrotó a un pequeño escuadrón comandado por Timócares, su rival en Eretria.
Luego se le menciona solo una vez, como comandante de una escuadra que se había asentado en la costa de Tracia, en el 408 a. C. Después ya no se sabe nada.